# هيو أونيل (سياسي)
هيو أونيل هو سياسي كندي، ولد في 10 يوليو 1936 في بيلفي في كندا، وتوفي في 14 سبتمبر 2015 في كندا. حزبياً، نشط في الحزب الليبرالي في أونتاريو ‏. وقد انتخب عضو برلمان مقاطعة أونتاريو.